# ایچیی موروی
ایچیی موروی (انگلیسی: Ichiei Muroi؛ زادهٔ ۲۲ ژوئن ۱۹۷۴) بازیکن فوتبال اهل ژاپن است.
از باشگاه‌هایی که در آن بازی کرده‌است می‌توان به باشگاه فوتبال ویسل کوبه، باشگاه فوتبال کاشیما آنتلرز، باشگاه فوتبال اوراوا رد دیاموندز، و باشگاه فوتبال سرزو اوساکا اشاره کرد.